# Arterielle Hypertonie
Die arterielle Hypertonie, oft verkürzt auch Hypertonie (von altgriechisch ὑπέρ hyper ‚über(mäßig)‘ und τείνειν teinein ‚spannen‘), Hypertonus, Hypertension oder im täglichen Sprachgebrauch Bluthochdruck genannt, ist ein Krankheitsbild, bei dem der Blutdruck des arteriellen Gefäßsystems chronisch erhöht ist. Nach Definition der WHO gilt beim erwachsenen Menschen ein systolischer Blutdruck von mehr als 140 mmHg oder ein diastolischer Blutdruck von mehr als 90 mmHg als Hypertonie. Nicht in dieser Definition eingeschlossen sind vorübergehende Blutdruckerhöhungen durch Erkrankung, Medikamente, Schwangerschaft oder bei körperlicher Anstrengung.

## Ursachen
Ursachen der arteriellen Hypertonie können Störungen des Hormonsystems, des Herz-Kreislauf-Systems sowie Nierenschäden sein.
Weiterhin spielen der Lebensstil und die Lebensführung eine Rolle: Eine falsche Ernährung, zu wenig Bewegung, ein hoher Kochsalz-Konsum, zu wenig Kalium sowie Alkohol- und Tabakkonsum erhöhen das Risiko einer Erkrankung.
Die arterielle Hypertonie weist meist nur unspezifische Symptome auf. Folgeschäden wie die koronare Herzkrankheit mit der Folge von Herzinfarkten sowie Nierenversagen und Schlaganfall sind allerdings für einen Großteil der Todesfälle in den Industrieländern verantwortlich. Zur Behandlung der Symptome stehen verschiedene Medikamentengruppen zur Verfügung, die in Verbindung mit Änderungen des Lebensstils den Blutdruck effektiv senken und das Risiko der Komplikationen deutlich mindern können.
Auch die Vererbung spielt eine gewisse Rolle. Leiden beispielsweise die Eltern bereits unter Hypertonie, besteht ein erhöhtes Risiko, selbst von Bluthochdruck betroffen zu sein. Allerdings kann dies auch daran liegen, dass Mitglieder einer Familie häufig eine ähnliche Lebenswelt und andere potentielle Risikofaktoren teilen.

## Epidemiologie
Die Krankheitshäufigkeit (Prävalenz) der arteriellen Hypertonie ist in den Industrieländern seit den 1980er Jahren konstant hoch. Sie liegt bei 10–50 % der Gesamtbevölkerung, wobei die Häufigkeit mit dem Alter deutlich ansteigt. Über 20 % der Mitteleuropäer haben einen stark erhöhten systolischen Blutdruck von über 160 mmHg, bei den über 80-Jährigen liegt dieser Anteil sogar bei 30 %. Damit ist sie einer der häufigsten Beratungsanlässe in einer allgemeinmedizinischen Praxis. Die arterielle Hypertonie tritt jedoch auch bei Jüngeren auf. In der Altersgruppe der 25- bis 29-Jährigen ist der Druck in den Gefäßen bei etwa jeder zehnten Frau und etwa jedem vierten Mann zu hoch. Mit steigendem Lebensalter nimmt die Häufigkeit des Bluthochdrucks stark zu. Bei den über 60-Jährigen weist nur noch etwa jeder Vierte normale Blutdruckwerte auf. Das Verhältnis von betroffenen Frauen zu Männern ändert sich mit dem Alter. Während es im jugendlichen Erwachsenenalter 2:3 beträgt, überwiegen bei den 60-Jährigen die Frauen mit etwa 4:3.
Die höchste Hypertonie-Prävalenz in Europa fand sich früher in Deutschland, das auch bei der Schlaganfall-Mortalität mit an Europas Spitze stand. Inzwischen hat sich dies jedoch, zumindest in Bezug auf die Hypertonie, geändert: Wie auch in den meisten anderen westlichen Industrieländern mit hohem Pro-Kopf-Einkommen hat sich in Deutschland die Situation von 1975 bis 2015 gebessert, während der Bluthochdruck in Osteuropa ein Problem bleibt.
Ein wichtiger blutdrucksteigernder Faktor kann die Erwerbstätigkeit sein. Von Arbeitenden mit einem durchschnittlichen Alter von 44 Jahren hatten nur 35 % einen normalen Blutdruck, und von den Bluthochdruckkranken hatten nur 7,5 % unter blutdrucksenkender Therapie normale Blutdruckwerte. Das zeigten Blutdruck-Langzeitmessungen während der Arbeit, die über fünf Jahre hinweg immer wieder durchgeführt wurden. Die Zielwerte für Blutdruck werden in Deutschland meistens nicht erreicht: Nur maximal jeder fünfte Hypertonie-Patient in Deutschland hat einen Blutdruck unter 140/90 mmHg oder bei erhöhtem Risiko (z. B. Diabetes) unter 130/80 mmHg. Von 20 Mio. Menschen, die in Deutschland unter Hypertonie litten, wurden nur 10 % der Männer und 21 % der Frauen richtig behandelt. Zwar wurden 75 % der hypertonen Diabetiker behandelt, aber nur 7,5 % erreichten den Zielwert von unter 130/80 mmHg.

## Ätiologie und Pathogenese (Ursachen und Verlauf)
Bei der überwiegenden Zahl der Erkrankungen kann keine einzelne Ursache (Ätiologie) ausgemacht werden. In diesem Fall wird von einer primären oder essentiellen Hypertonie gesprochen. Kann hingegen eine zugrundeliegende Erkrankung identifiziert werden, wird die Hypertonie als sekundär bezeichnet.
Durch eine Reihe von Ursachen kommt es zu temporären Blutdruckerhöhungen, die von vielen Autoren zur sekundären Hypertonie gezählt werden, jedoch die Definition im engeren Sinn nicht erfüllen und bei Ausschaltung der ursächlichen Faktoren reversibel sind. Zu diesen Ursachen zählen Erkrankungen des zentralen Nervensystems (Entzündungen, Hirndruckerhöhungen, Vergiftungen), Auswirkungen von Medikamenten (Ovulationshemmern, Kortikosteroiden, nichtsteroidalen Antiphlogistika), Genussmittel (Lakritze) und Drogen (Kokain, Amphetamine). Auch während der Schwangerschaft kommt es häufig (etwa 10 %) zu Erkrankungen mit erhöhtem Blutdruck. Man differenziert dabei schwangerschaftsinduzierte Hypertonien (SIH) von aufgepfropften Formen, bei denen sich eine vorbestehende Hypertonie verschlimmert, und präexistenten Formen, die unabhängig von der Schwangerschaft bestehen. Die schwangerschaftinduzierte Hypertonie mit Proteinverlust (Präeklampsie) ist eine relevante Ursache für die Sterblichkeit von Mutter und Kind während der Schwangerschaft und muss gezielt behandelt und überwacht werden.

### Primäre Hypertonie
Bei bis zu 95 % der Patienten kann keine körperliche Ursache des oft nur geringe Symptome verursachenden erhöhten Blutdrucks ausgemacht werden. Diese primäre oder essentielle (auch: essenzielle) Hypertonie ist multifaktoriell bedingt und weiterhin nicht abschließend geklärt. Eine genetische Komponente spielt dabei eine Rolle, verschiedene Mutationen sind bekannt, die jedoch für sich genommen eine Erkrankung nicht erklären können (polygene Ursache). Daneben sind extrem seltene Hypertonieformen bekannt, die auf der Veränderung eines einzelnen Gens (monogen) beruhen. Für eine genetische Ursache spricht auch, dass die Mehrzahl der Hypertoniker eine positive Familienanamnese hat, d. h., andere Familienmitglieder sind ebenfalls betroffen. Verschiedene Faktoren des Lebensstils (Konstitution, Alkohol-, Tabakkonsum und übermäßiger Kochsalzkonsum, Stress, hormonelle Gründe) spielen eine stark begünstigende Rolle.
Zur Pathogenese der primären Hypertonie bestehen verschiedene Theorien. Häufig tritt die Hypertonie im Rahmen eines metabolischen Syndroms auf. Die damit einhergehende Insulinresistenz und die konsekutive Hyperinsulinämie tragen dabei möglicherweise durch zwei Mechanismen zur Blutdruckerhöhung bei. Zum einen bewirkt Insulin eine direkte Salz- und Wasserretention in der Niere, zum anderen hat Insulin einen proliferativen Effekt auf Gefäßmuskelzellen, was zu einer Widerstandserhöhung im Blutkreislauf führt. Störungen des Ionentransportes an der Membran von Gefäßzellen werden für eine erhöhte Reagibilität der arteriellen Widerstandsgefäße verantwortlich gemacht. Bei Patienten mit arterieller Hypertonie ist weiterhin oft eine verminderte Aktivität der endothelialen NO-Synthase mit verminderter NO-Produktion (Stickstoffmonoxid) nachweisbar. Diese Veränderungen scheinen eine Rolle bei der Hypertonie zu spielen, die jedoch nicht vollständig verstanden ist. Das körpereigene Steuerungssystem RAAS scheint hingegen bei der primären Hypertonie nur eine untergeordnete Rolle zu spielen.
Psychotherapie – insbesondere verhaltenstherapeutische Verfahren wie Biofeedback – wurde in verschiedenen Studien als wirksam in der Behandlung von Bluthochdruck belegt und sie wird in der Regel in Kombination mit blutdrucksenkender Medikation eingesetzt. Der Psychoanalytiker Franz Alexander hatte 1950 die essentielle Hypertonie als eine der sieben klassischen psychosomatischen Erkrankungen beschrieben (Holy Seven). Auch wenn Alexanders Sicht von späterer Forschung in einzelnen Punkten angezweifelt wurde (siehe Holy Seven), ist die Bedeutung psychosomatischer Faktoren für den Blutdruck heute weitgehend anerkannt.
Die primäre Hypertonie ist eine Ausschlussdiagnose und darf erst gestellt werden, wenn andere Ursachen ausgeschlossen werden können. Sie muss langdauernd oder lebenslang mit blutdrucksenkenden Maßnahmen behandelt werden.

### Sekundäre Hypertonie
Die sekundäre Hypertonie ist eine Bluthochdruckerkrankung, deren Ursache andere Grundkrankheiten sind. Dies ist bei 5–15 % aller Hochdruck-Patienten der Fall. Die häufigsten Ursachen einer sekundären Hypertonie sind Erkrankungen der Nieren, des endokrinen Systems (hier insbesondere der primäre Hyperaldosteronismus) sowie das Schlafapnoe-Syndrom.

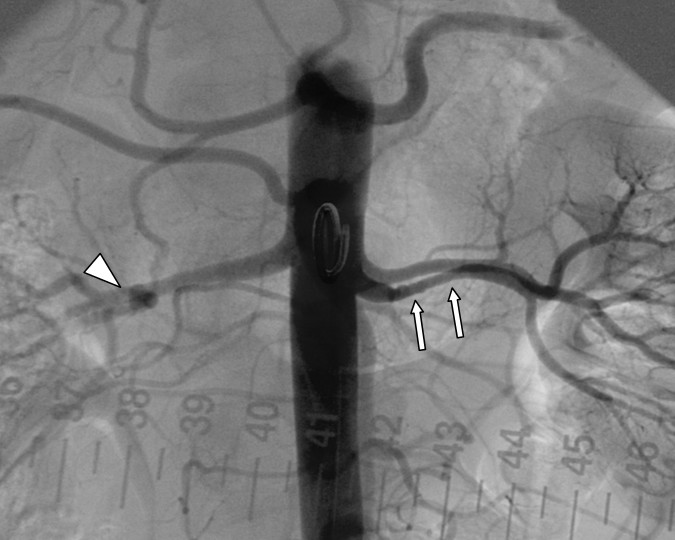
Angiografie einer Nierenarterienstenose

- Nierenerkrankungen bzw. -schäden können einen Bluthochdruck verursachen, erstmals vermutet bzw. experimentell gezeigt 1879/1880 von Lewinsky und 1905[17] von Moritz Katzenstein,[18] sowie 1906[19] erkannt von Franz Volhard.[20] Bei den Nierenerkrankungen, welche einen solchen renalen Hochdruck[21] (auch renale Hypertonie genannt) bewirken können, werden Erkrankungen oder Verschlüsse von Nierenarterien und des Nierengewebes unterschieden. Erkrankungen des Nierengewebes (renoparenchymatöse Form) werden durch Vergiftungen (etwa die Schrumpfniere bei Bleivergiftung[22]), chronische Entzündungen (Glomerulonephritis, interstitielle Nephritis), durch diabetische Schäden (Nephropathie), Zystennieren oder durch mechanische Kompression der Nieren (Page-Niere) verursacht. Dies hat pathogenetisch eine verminderte Fähigkeit zur Salzausscheidung und damit eine Erhöhung des Blutdrucks zur Folge. Die Verengung der Nierenarterie (Nierenarterienstenose), die als renovaskuläre Form bezeichnet wird, ist durch Arteriosklerose, Bindegewebserkrankungen (fibromuskuläre Dysplasie) oder Entzündungen bedingt. Dadurch wird die Niere ungenügend durchblutet, was das Renin-Angiotensin-Aldosteron-System (RAAS) aktiviert. Dieses bewirkt eine Gefäßverengung, Aktivierung des sympathischen Nervensystems und eine verminderte Salzausscheidung in der Niere, was wiederum ein erhöhtes Blutvolumen zur Folge hat. Alle diese Mechanismen tragen zu einem Blutdruckanstieg bei (Goldblatt-Mechanismus). Die Behandlung einer renovaskulären Hypertonie besteht in der Weitung der Arterienverengung mittels Katheter (Angioplastie). Besteht die Stenose jedoch über längere Zeit, kann durch die dadurch entstehenden Nierengewebsschäden die Hypertonie auch nach einer solchen Behandlung weiterbestehen (renale Fixierung).
- Störungen im Hormonhaushalt können durch eine Anzahl verschiedener Erkrankungen bedingt sein und einen endokrinen Hochdruck[23] verursachen. Bei einem Conn-Syndrom durch eine Erkrankung der Nebennierenrinde führt ein erhöhter Aldosteron-Spiegel zu einem Blutdruckanstieg. Die normokaliämische Variante (mit normalem Kaliumspiegel) des Conn-Syndroms könnte neueren Untersuchungen zufolge einen Großteil der sekundären Hypertonien ausmachen.[24] Bei einem Phäochromozytom verursacht die exzessive Adrenalin- und Noradrenalin-Produktion eine Aktivierung des sympathischen Nervensystems, bei einem Cushing-Syndrom (etwa durch einen Tumor im Hypophysenvorderlappen oder im Thymus[25]) bewirken die vermehrten Kortikoid-Hormone eine verstärkte Salzrückresorption in der Niere. Weitere, seltenere Ursachen sind ein adrenogenitales Syndrom, eine Akromegalie (vermehrte Wachstumshormon-Produktion) und ein Hyperparathyreoidismus (Überfunktion der Nebenschilddrüsen). Auch die Einnahme von Kontrazeptiva kann eine Hypertonie bewirken.
- Kardio-vaskulärer Hochdruck: Ein kardio-vaskulärer Hochdruck kann als Stauungshochdruck bei Herzinsuffizienz auftreten oder bei einer Aortenisthmusstenose.[26] Bei einer Aortenisthmusstenose (angeborene Missbildungen der Hauptschlagader) besteht eine Verengung der Aorta im Aortenbogen, also der Krümmung der Schlagader oberhalb des Herzens. Durch diese Verengung steigt der Blutdruck an. Durch die verminderte Durchblutung der Nieren, die unterhalb dieser Engstelle liegen, kommt es durch dieselben Mechanismen wie bei einer Nierenarterienstenose zu einer arteriellen Hypertonie (siehe oben).
- Beim Schlafapnoe-Syndrom kommt es durch die auftretenden sympathikotonen Weckreaktionen zu einer insbesondere nachts auftretenden Blutdruckerhöhung. Durch die Behandlung des Schlafapnoe-Syndroms (CPAP-Therapie) bessert sich die Hypertonie meist deutlich.
- Das Pica-Loop-Syndrom ist eine weitere sehr seltene Ursache einer sekundären Hypertonie. Zudem gibt es weitere, im Zusammenhang mit neurologischen Krankheiten stehende vom Zentralnervensystem ausgehende Hochddruckformen (Hirnstammerkrankungen wie etwa bei Poliomyelitis, Trauma oder Kohlenstoffmonoxidvergiftung, chronische Porphyrie, Tabes dorsales, Nervenentzündung beim Entzügelungshochdruck[27]).

## Klinisches Bild

### Symptome
Eine Hypertonie verläuft oft symptomlos oder verursacht nur uncharakteristische Beschwerden. Typisch ist ein am Morgen auftretender Kopfschmerz, der sich durch eine Erhöhung des Bettkopfendes verringern lässt. Weitere mögliche Symptome sind Schwindel, Übelkeit, Nasenbluten (Epistaxis), Abgeschlagenheit und Schlaflosigkeit. Bei stark erhöhtem Blutdruck können Luftnot (Dyspnoe) bei Belastung, Angina Pectoris und Sehstörungen auftreten. Auffällige Veränderungen des Durstgefühls, bei der Häufigkeit des Wasserlassens, bei Schweißneigung oder Belastungsfähigkeit können ebenfalls Anzeichen eines erhöhten Blutdrucks sein. Die arterielle Hypertonie kann jedoch auch lange asymptomatisch (ohne Beschwerden) verlaufen. Häufig macht sie sich erst durch die Folgeschäden bemerkbar, weshalb sie zuweilen auch als „lautloser Mörder“ (silent killer) bezeichnet wird.

### Verlaufsformen
Bei einer labilen und bei der belastungsabhängigen Hypertonie sind die Blutdruckwerte nur zeitweilig beziehungsweise bei Belastung erhöht, während dies bei der stabilen Hypertonie dauerhaft der Fall ist. Als maligne oder akzelerierte Hypertonie bezeichnet man eine schwere Verlaufsform mit einem systolischen Blutdruck von über 180 mmHg und/oder einem diastolischen Blutdruck von über 110 mmHg, die meist mit einer deutlichen Symptomatik einhergeht. In der Literatur und in den amerikanischen sowie europäischen Leitlinien finden sich allerdings unterschiedliche Angaben zur Definition und den Grenzwerten zur Behandlungsbedürftigkeit einer malignen Hypertonie. Neben Übelkeit und Erbrechen stehen Symptome wie Kopfschmerz, Seh- und Bewusstseinsstörungen, Krampfanfälle und andere neurologische Ausfallserscheinungen im Vordergrund. Teilweise werden auch Augenhintergrundveränderungen höheren Grades, aufgehobener Tag-Nacht-Rhythmus in der Langzeitblutdruckmessung und die Entwicklung einer Niereninsuffizienz in die Definition eingeschlossen.
Die hypertensive Krise ist eine plötzlich auftretende Fehlregulation des Blutdrucks im systemischen Kreislauf mit einem kritischen Blutdruckanstieg, meist auf über 230/130 mmHg. Dabei besteht die Gefahr von akuten Organschäden wie eines Hirnschadens (Hochdruckenzephalopathie), eines akuten Herzversagens, eines Lungenödems, eines Herzinfarktes oder selten eines Aorteneinrisses (Aortendissektion). Beim Auftreten solcher Schädigungen spricht man von einem hypertensiven Notfall, der eine rasche medikamentöse Blutdrucksenkung notwendig macht.

## Folgen und Komplikationen

### Atherosklerose
Bluthochdruck ist ein Risikofaktor für die Entwicklung der Atherosklerose. Kommen zum Bluthochdruck noch Adipositas (starkes Übergewicht) sowie ein weiterer Risikofaktor – etwa Diabetes mellitus (Zuckerkrankheit) oder Fettstoffwechselstörungen (erhöhte Cholesterin- bzw. LDL-Werte) – hinzu, besteht eine signifikant erhöhte Gefahr, im Laufe des Lebens eine Herz-Kreislauf-Erkrankung zu erleiden.
Nach Angaben der Deutschen Hochdruckliga werden 45 % der Todesfälle bei Männern und 50 % der Todesfälle bei Frauen durch Herz-Kreislauf-Erkrankungen verursacht, welche mit arterieller Hypertonie in Zusammenhang stehen, wie Koronare Herzkrankheit (KHK), Herzinfarkt, Herzinsuffizienz, Nierenversagen, Schlaganfall und arterielle Verschlusskrankheit.
Die Inzidenz der Todesfälle durch KHK hängt annähernd linear vom Blutdruck ab; sie steigt von 10/10.000 Personenjahre (bei normalem Blutdruck) bis auf 60/10.000 Personenjahre (systolischer Druck > 180 mmHg). Da leichte und mittlere Blutdruckerhöhungen viel häufiger sind als extreme Drücke von mehr als 180 mmHg, erleiden insgesamt deutlich mehr Menschen mit mittleren Blutdruckwerten kardiovaskuläre Ereignisse. Das bedeutet aber auch, dass gerade Menschen mit nur etwas erhöhtem Blutdruck ebenfalls erkannt und behandelt werden müssen, um die hohe Zahl von kardiovaskulär bedingten Todesfällen deutlich abzusenken.
Die arterielle Hypertonie ist nach dem Zigarettenrauchen der zweitwichtigste und zugleich der häufigste Risikofaktor für das Auftreten einer Herz-Kreislauf-Erkrankung. Heutzutage stirbt jeder zweite (51 %) Deutsche und Österreicher an einer Herz-Kreislauf-Erkrankung. Allein 16.000 Österreicher sterben jährlich an einem Herzinfarkt.

### Hypertensive Herzkrankheit (HHK)
Neben dem erhöhten Arterioskleroserisiko bewirkt ein dauerhaft zu hoher Blutdruck eine Schädigung des Herzmuskels. Die Muskulatur wird dicker und steifer, so dass das Herz sich in der Diastole nicht mehr so leicht entspannen und Blut ansaugen kann (diastolische Compliancestörung). Hierdurch kommt es zu einer schlechteren Füllung des Herzens und zu Symptomen einer Herzschwäche (diastolische Herzinsuffizienz), hier insbesondere Luftnot unter Belastung bzw. bei schnellem Herzschlag (Tachykardie). Im Weiteren tritt die Herzrhythmusstörung Vorhofflimmern gehäuft auf und kann durch die teilweise erheblich hohe Herzfrequenz zu einer Verschlechterung der Symptomatik führen.
Entsprechend echokardiographischen Kriterien wird die HHK in vier Stadien unterteilt (Relaxationsstörung, Pseudonormalisierung, reversible und fixierte Restriktion). Neben den Hinweisen zur Dehnbarkeit fließt hierbei auch die Wanddicke des linken Ventrikels, die Vergrößerung des linken Vorhofs sowie die Höhe des pulmonal arteriellen Drucks in die Beurteilung mit ein.
Auch unter optimaler Behandlung ist diese Folgeerscheinung des Bluthochdrucks weitgehend irreversibel, die Symptomatik kann aber erheblich verbessert werden.
Die Therapie besteht in
- Normalisierung des Blutdrucks in Ruhe und unter Belastung,
- Entlastung des Herzens durch Diuretika (Senkung des pulmonal arteriellen Drucks) und
- Senkung der Herzfrequenz (Verlängerung der Diastole und damit der Füllungszeit des Herzens).

### Weitere Organschäden
Der Bluthochdruck kann auch zu Veränderungen der Netzhautgefäße des Auges führen, so dass ein Fundus hypertonicus oder bei einer Bluthochdruckkrise auch eine seltene hypertensive Retinopathie auftreten kann.
Ebenfalls wird die Niere durch anhaltenden hohen Blutdruck geschädigt, und es kommt zur Einschränkung der Nierenfunktion (hypertensive Nephropathie).

## Bluthochdruck – einer der „vier großen Risikofaktoren“
Bluthochdruck gilt – neben Diabetes mellitus einschließlich Folgeerkrankungen, zu denen oft auch Bluthochdruck gehört, Tabakrauchen und Hypercholesterinämie – als einer der „vier großen Risikofaktoren“.
Eine große Metastudie der Northwestern University in Chicago – veröffentlicht 2012 im New England Journal of Medicine – analysierte diese Risiken anhand von 18 Studien, die insgesamt mehr als 250.000 Menschen (im Alter von 45 bis 75) untersucht und mindestens zehn Jahre lang begleitet hatten (Längsschnittstudie). Ein Ergebnis: Schon einer dieser „großen Risikofaktoren“ kann das normale Risiko für Herz-Kreislauf-Erkrankungen – im Speziellen Herzinfarkt und Schlaganfall – auf etwa das Zehnfache steigern. Menschen mit zwei oder mehr dieser Risikofaktoren haben ein noch höheres Risiko.

„Ein männlicher Nichtraucher ohne Diabetes mit unauffälligem Blutdruck (nicht über 120 zu 80) und einem normalen Cholesterinspiegel (maximal 180 Milligramm pro Deziliter) hat […] nur ein Herz-Kreislauf-Erkrankungsrisiko von 1,4 Prozent. Jemand, bei dem einer dieser Werte stark erhöht ist, der raucht oder Diabetiker ist, muss dagegen zu 40 Prozent im Laufe seines Lebens mit einem Infarkt rechnen.“

Angesichts dieser Datenlage empfehlen Mediziner Menschen mit Bluthochdruck, nach Möglichkeit andere dieser Risikofaktoren (z. B. das Rauchen) zu vermeiden.
Mehr als 250.000 Menschen erleiden pro Jahr in Deutschland einen Herzinfarkt. Zwar überlebt inzwischen beinahe jeder ins Krankenhaus gebrachte Herzinfarktpatient, doch oft bleiben eine Herzinsuffizienz oder eine schwerwiegende Herzrhythmusstörung zurück, die vorzeitig zum Tode führen können.

## Diagnostik
Die diagnostischen Maßnahmen verfolgen drei Ziele: Das Vorliegen einer arteriellen Hypertonie wird durch Blutdruckmessungen diagnostiziert und objektiviert; Ursachen einer sekundären Hypertonie werden gesucht; Folgeschäden werden dokumentiert und das kardiovaskuläre Risiko wird ermittelt. Neben Anamnese und körperlicher Untersuchung kommen dabei Labor- und Urindiagnostik, EKG, Echokardiografie, Ophthalmoskopie (Augenhintergrundsspiegelung) und andere diagnostische Mittel zum Einsatz.
Das Phänomen, dass Menschen mit sonst normalem Blutdruck bei Messungen durch medizinisches Personal wiederholt erhöhte Blutdruckwerte aufweisen, wird oft als Weißkittelhypertonie bezeichnet. Folgende Fehlerquellen oder Einflussfaktoren werden genannt: Stuhl- oder Harndrang: Effekt auf den systolischen Wert bis zu +27 mmHg, diastolisch bis zu +22 mmHg, Weißkitteleffekt: systol. bis zu +22/ diastol. bis zu +14, Sprechen: +17/+13, Rauchen: +10/+8, Kaffeetrinken: +10/+7, akute Kälte (Zugluft): +11/+8, fehlende Rückenunterstützung: +8/+6–10, Manschette zu schmal: −8/+8, Beine überkreuzt: variabel, emotionale Belastung: variabel.
Daher sollten diese Gelegenheitsmessungen durch Selbstmessungen des Patienten und möglichst auch durch 24-Stunden-Messungen ergänzt werden. Es ist auch möglich, belastungsabhängige Blutdruckspitzen durch Untersuchung am Fahrrad-Ergometer zu erfassen.

## Klassifikationen
Die Weltgesundheitsorganisation hat 1999 eine Klassifikation der arteriellen Hypertonie vorgestellt, der auch die deutschen medizinischen Fachgesellschaften folgen (siehe Tabelle). Die in dieser Klassifikation vorgestellten Schweregrade sind explizit als flexible Richtwerte vorgesehen. Die Diagnose einer Hypertonie sollte vielmehr das kardiovaskuläre Gesamtrisiko in Betracht ziehen. Dieses steigt zwar linear mit systolischem und diastolischem Blutdruck, ist aber darüber hinaus von weiteren Risikofaktoren wie Alter, Rauchen, erhöhten Cholesterinwerten, Adipositas, positiver Familienanamnese, Vorerkrankungen wie Diabetes, Schlaganfälle, Herz-, Nieren- und Gefäßerkrankungen abhängig. In Konsequenz kann es deshalb notwendig sein, beim Vorhandensein solcher Faktoren auch einen hoch-normalen Blutdruck schon zu behandeln.
| Bewertung                        | systolisch (mmHg) | diastolisch (mmHg) |
| optimaler Blutdruck              | < 120             | < 80               |
| normaler Blutdruck               | 120–129           | 80–84              |
| hoch-normaler Blutdruck          | 130–139           | 85–89              |
| milde Hypertonie (Stufe 1)       | 140–159           | 90–99              |
| mittlere Hypertonie (Stufe 2)    | 160–179           | 100–109            |
| schwere Hypertonie (Stufe 3)     | > 180             | > 110              |
| isolierte systolische Hypertonie | > 140             | < 90               |

In den USA haben die American Heart Association (AHA) und des American College of Cardiology (ACC) die Zielblutdruckwerte im November 2017 neu festgelegt. Die als Update des JNC7-Reports aus dem Jahr 2003 bezeichneten Leitlinien klassifizieren nun bereits Blutdruckwerte von 130 bis 139 mmHg systolisch und 80 bis 89 mmHg diastolisch als Hypertonie Grad 1. Die European Society of Cardiology (ESC) hat in ihren Leitlinien 2018 festgelegt, dass eine Hypertonie bei einem Blutdruck über 140 mmHg systolisch und 90 mm Hg diastolisch besteht.
Die WHO teilt die Hypertonie weiterhin klinisch nach Organschädigung von Gefäßen, Augen, Herz, Nieren etc. in drei Grade ein. Als Grad I wird dabei eine Hypertonie ohne Endorganschäden bezeichnet, bei Grad II liegen milde Schäden vor (Fundus hypertonicus Grad I und II, Plaquebildung in größeren Gefäßen, leichte Nieren- und Herzschäden). Grad III beinhaltet schwere Organschäden mit manifesten kardiovaskulären Folgeerkrankungen: Angina Pectoris, Herzinfarkt, Herzinsuffizienz, neurologische Symptome (TIA, Schlaganfall), periphere Verschlusskrankheit, Aortendissektion, Fundus Hypertonicus III und IV, Niereninsuffizienz.
In der ICD-10 wird (Stand 2008) nur eine Unterteilung in benigne und maligne Hypertonie vorgenommen.

## Therapie
Die Behandlung der arteriellen Hypertonie ist ein Baustein in der Reduktion der kardiovaskulären Mortalität.
In der Realität werden Hochdruckpatienten teilweise unzureichend medikamentös versorgt. In einer Untersuchung wurde nur jeder zweite Patient bei gegebener Hochdruck-Indikation therapiert. In der Einschätzung der Qualität ihrer Hochdrucktherapie verschätzten sich Hausärzte ebenso wie Kardiologen. In 60 % der Fälle meinten sie, die Krankheit „optimal eingestellt“ zu haben, während dies nur bei 35 % der Fälle tatsächlich zutraf. Eine neue Studie zeigt hingegen, dass durch sportliche Aktivität der Blutdruck genau so gut gesenkt werden kann wie mit einer medikamentösen Behandlung. Daher sollten Medikamente nicht uneingeschränkt empfohlen werden.
Eine wesentliche Voraussetzung zur erfolgreichen Behandlung der arteriellen Hypertonie durch Veränderung des Lebensstils oder medikamentöse Therapie ist die Compliance (Medizin) bzw. Adhärenz seitens der Betroffenen.

### Veränderung des Lebensstils
Der Veränderung des Lebensstils kommt als Grundlage der Therapie eine wichtige Rolle zu. Das gilt gleichermaßen für Patienten vor Beginn einer medikamentösen Therapie und für solche, die bereits behandelt werden. Zur dauerhaften Lebensstilveränderung kann der Besuch einer Herzschule sinnvoll sein. Auch psychotherapeutische Verfahren können der Behandlung dienen und in akuten Fällen kommt zunächst auch eine Beruhigung jeder Art des Patienten in Betracht.
Faktoren, die nachgewiesenermaßen den Blutdruck und das kardiovaskuläre Risiko senken können, sind:
- Die Beendigung des Rauchens bewirkt keine direkte Blutdrucksenkung, ist aber vermutlich die wichtigste Maßnahme, um das Risiko von Komplikationen zu vermindern. Personen, die das Rauchen im mittleren Lebensalter aufgeben, haben eine genauso lange Lebenserwartung wie Nichtraucher. Rauchen vermindert zudem die Wirksamkeit einiger antihypertensiver Medikamente wie etwa von Betablockern.[42]
- Alkoholkonsum und das Auftreten von Bluthochdruck korrelieren positiv miteinander, zudem ist bei hohem Alkoholkonsum das Schlaganfallrisiko deutlich erhöht. Alkohol reduziert ebenfalls die Wirksamkeit der medikamentösen Therapie. Die maximale Alkoholmenge sollte pro Tag 30 g bei Männern und 20 g bei Frauen nicht übersteigen.[43] Durch die Einschränkung des Konsums lässt sich eine Blutdrucksenkung um 2–4 mmHg bewirken.[41]
- Eine Gewichtsreduktion bei Übergewicht (Adipositas) kann den Blutdruck deutlich senken (5–20 mmHg pro 10 kg) und beeinflusst Insulinresistenz, Diabetes mellitus, erhöhte Blutfettwerte und Herzinsuffizienz positiv. Eine Kombination mit anderen Allgemeinmaßnahmen erhöht dabei die Effekte.[35][41] Eine Lebensstiländerung mit Gewichtsreduktion durch Ernährungsumstellung und Sport senkt nicht nur den Blutdruck, sondern vermindert durch Vor- und Nachlastsenkung am Herzen auch deutlich die linksventrikuläre Muskelmasse. Die Leistungssteigerung auf dem Ergometer und die verminderte Belastungsdyspnoe sind auch auf eine Abnahme der linksventrikulären Hypertrophie (LVH) und die Besserung der diastolischen Funktion zurückzuführen. Bei jedem zweiten Patienten sinkt der Blutdruck mit dem Gewicht. Warum nur etwa die Hälfte der Patienten messbar auf eine Gewichtsabnahme anspricht, ist derzeit Gegenstand der Forschung. Der Blutzucker hingegen sinkt bei jedem Patienten, der Übergewicht abbaut, prozentual im Mittel deutlicher als der Blutdruck.[44]
- Regelmäßige körperliche Aktivität senkt schon bei geringer Intensität den Blutdruck um 4–9 mmHg. Die beste Wirkung wird erreicht, wenn mehrmals die Woche über mindestens 30 Minuten Sport getrieben wird. Geeignet sind etwa Radfahren, Schwimmen, Laufen, Wandern und Kraftsport etc. pp.[39] Entgegen der allgemeinen Vorstellung erhöht sich der Blutdruck durch Krafttraining nicht, stattdessen ist bei moderatem Training sogar eine geringe Senkung des Drucks bei Hochdruckpatienten festzustellen.[45] Die körperliche Aktivität ist ein sensitiver Prädiktor für kardiovaskuläre Sterblichkeit.[46] Eine Metaanalyse aus dem Jahr 2023 ergab, dass Ausdauertraining im aeroben Bereich, dynamisches Krafttraining, kombiniertes Kraft- und Ausdauertraining, hochintensives Intervalltraining und Isometrisches Training alle signifikant wirksam zur Senkung des systolischen und diastolischen Ruheblutdrucks sind. Unter den untersuchten Methoden war Isometrisches Training die wirksamste Methode.[47]
- Seit Beginn des 20. Jahrhunderts wurde kochsalzarme Diät zur Behandlung der Hypertonie empfohlen.[48] So setzte sich etwa der Mediziner Franz Volhard besonders für eine kochsalzfreie Kost zur Behandlung des Hochdrucks ein.[49] Der übermäßige Konsum von Kochsalz kann zur Häufigkeit und zum Ausmaß des Bluthochdrucks beitragen.[50] Ganz gesichert ist der Zusammenhang zwischen Kochsalz und Bluthochdruck allerdings nicht.[51] Eine Reduktion des täglichen Konsums auf unter sechs Gramm kann eine Senkung des Blutdrucks von bis zu 8 mmHg bewirken, in Kombination mit anderen Maßnahmen noch mehr. Die Wirkung von blutdrucksenkenden Mitteln wird durch eine solche Reduktion verstärkt.[52] Wer täglich 2,5 g weniger Kochsalz (1 g Natrium) zu sich nimmt, vermindert sein Risiko für Herz-Kreislauf-Erkrankungen um ein Viertel.[53] Nach einer Modellrechnung im New England Journal of Medicine würde allein in den USA der tägliche Verzicht auf 3 g Salz pro Person 44.000 bis 92.000 weniger Todesfälle pro Jahr bedeuten. Die Autoren der Studie rechnen mit 54.000 bis 99.000 weniger Herzinfarkten und 32.000 bis 66.000 weniger Schlaganfällen im Jahr.[54] In einer Studie konnte soweit gezeigt werden, dass Salz das eNOS-Enzym deaktiviert, sogar in Konzentrationen, die durch einen Salz-Konsum der heutigen westlichen Ernährung erreicht werden.[55] Ferner hat eine geschädigte endotheliale Glycocalyx Einfluss auf die Exposition von Natrium auf die Endothelzellen und ist damit ursächlich für die sog. Salzsensitivität, welche bei schätzungsweise 30 % aller von Bluthochdruck Betroffenen vorliegt.[56]
- Der Körper benötigt ausreichend Kalium, um Hypertonie und Schlaganfällen vorzubeugen und entgegenzuwirken. Ein ausgewogenes Verhältnis von Natrium und Kalium ist für die Regulation des Blutdrucks besonders wichtig. Die Reduzierung des täglichen Kochsalzkonsums und die Steigerung der Kaliumzufuhr sind daher eine relativ einfache Methode, etwas für die Gesundheit zu tun.[57] Um mehr Kalium zu sich zu nehmen, wurde empfohlen, mehr Obst und Gemüse zu essen, denn diese Nahrungsmittel enthalten vor allem viel Kaliumcitrat, das nachweislich den Blutdruck senkt.[58]
- Ein vermehrter Konsum von Obst, Gemüse und Fisch sowie die Reduktion von gesättigten Fettsäuren ist ein weiteres effektives Mittel, um eine Blutdrucksenkung zu bewirken (8–14 mmHg) und das kardiovaskuläre Gesamtrisiko zu begrenzen.[59][60]

Hier kommt den sekundären Pflanzenstoffen, insbesondere den Flavonoiden (Taxifolin), eine wachsende Rolle zu. Epidemiologische und In-vivo-Studien weisen auf einen positiven Einfluss bei verschiedenen Herz-Kreislauf-Erkrankungen hin. Dazu gehören insbesondere die Hemmung der ROS-bildenden Enzyme, Hemmung der Thrombozytenfunktion, Hemmung der Leukozyten-Aktivierung, Bluthochdruck senkende und gefäßerweiternde Eigenschaften.
- Eine pflanzenbasierte Ernährung ist generell mit vermindertem Risiko von erhöhtem Blutdruck assoziiert und kann im Rahmen der Lebensstilmedizin auch therapeutisch eingesetzt werden.[62]
- Eine Studie, die den Einfluss von Omega-3-Fettsäure-haltigen Fischmahlzeiten untersuchte, konnte eine signifikante Blutdrucksenkung zeigen.[59]
- In einer experimentellen Studie zur Sonnenexposition führte eine Bestrahlung des Unterarmes der Probanden durch UVA-Strahlen zu einer vermehrten Freisetzung von Stickstoffmonoxid in der Haut mit einer Erweiterung der Blutgefäße und einer messbaren Blutdrucksenkung.[63]
- Eine Meta-Analyse bestätigte, dass die Zufuhr der Aminosäure L-Arginin als Substrat der Stickstoffmonoxidbildung mit einer signifikanten Blutdrucksenkung verbunden ist.[64]

### Medikamentöse Therapie
Im Allgemeinen gilt (Stand 2020): Überschreitet der Blutdruck in der Praxismessung wiederholt 140/90, ist eine medikamentöse Therapie angezeigt, um den Blutdruck unter diese Schwelle zu senken. Wird die Therapie gut vertragen, soll der Blutdruck sogar unter 130/80, aber nicht unter 120/70 gesenkt werden. Eine Blutdrucksenkung auf 130/80 und darunter wird insbesondere bei Diabetikern angestrebt. Wenn weitere kardiovaskuläre Risikofaktoren fehlen und der Blutdruck 160/100 nicht überschreitet, kann ausnahmsweise auf eine medikamentöse Blutdrucksenkung verzichtet werden. Umgekehrt können bei sehr hohem kardiovaskulären Risiko auch schon bei hochnormalen Blutdruckwerten Blutdrucksenker eingesetzt werden. Nach dem 65. Lebensjahr soll der Blutdruck nicht mehr unter 130/80 gesenkt werden. Nach dem 80. Lebensjahr wird eine medikamentöse Therapie erst ab einem systolischen Druck von 160 mmHg empfohlen.
Blutdrucksenker der ersten Wahl sind:
- ACE-Hemmer („Prile“) / Angiotensin-1-Rezeptor-Antagonisten („Sartane“) wirken durch Hemmung des Renin-Angiotensin-Aldosteron-Systems gefäßerweiternd und entwässernd.
- Diuretika, bevorzugt vom Thiazid-Typ, bewirken über eine vermehrte Flüssigkeitsausscheidung in der Niere eine Volumenverminderung im Gefäßsystem und in der Folge ein Absinken des Blutdrucks.
- Kalziumantagonisten vom Dihydropyridin-Typ vermindern den Gefäßtonus in den Arterien.

Während die Therapie früher oft mit einem einzelnen Wirkstoff begonnen wurde, wird seit 2018 von Anfang an die Kombination aus ACE-Hemmer/AT1-Antagonist und einem anderen Wirkstoff empfohlen. Zur Einleitung der Therapie wird empfohlen die antihypertensive Therapie mit einer Zweifachkombination zu beginnen, bevorzugt als SPC (Single-Pill-Concept).
Die Dosis wird bis zum Erreichen des Therapieziels behutsam gesteigert. Genügt die Höchstdosis einer Zweifachkombination nicht, kann eine andere Zweifachkombination eindosiert oder eine Dreifachkombination gewählt werden.
Die Auswahl der Wirkstoffe richtet sich nach dem Lebensalter und den Begleiterkrankungen des Betroffenen. Beispielsweise sind Thiazide günstig bei Osteoporose, aber ungünstig bei Stoffwechselerkrankungen wie Diabetes mellitus oder Gicht. Kalziumantagonisten sind günstig bei Durchblutungsstörungen, aber ungünstig bei Herzinsuffizienz. Bei Schwangerschaft sind manche Medikamente nicht zugelassen und können das ungeborene Kind schädigen (siehe: Schwangerschaftshypertonie). Betablocker zählen bei Herzgesunden nicht mehr zu den Blutdrucksenkern der ersten Wahl, werden als empfohlene Medikation bei Herzinsuffizienz und koronarer Herzkrankheit aber weiterhin oft eingesetzt.
Mittel der zweiten Wahl sind Kaliumkanalöffner, α1-Antagonisten, α2-Agonisten, Renininhibitoren und NO-Donatoren.

### Therapieresistente arterielle Hypertonie
Therapieresistente arterielle Hypertonie ist definiert als Bluthochdruck, der trotz Therapie mit drei oder mehr Hochdruckmedikamenten, darunter mindestens ein Diuretikum, nicht im Zielbereich liegt.
Bei etwa 20–30 % der Hypertoniker besteht eine Therapieresistenz, insbesondere in höherem Lebensalter oder bei Übergewicht. Häufig liegt der Therapieresistenz eine sekundäre Hochdruckform zugrunde. Häufigste Ursache ist ein Hyperaldosteronismus, andere Ursachen sind obstruktives Schlafapnoesyndrom, chronische Nierenkrankheit, Nierenarterienstenose oder Phäochromozytom. Bei allen Patienten mit therapieresistentem Bluthochdruck sollte daher der Aldosteron/Renin-Quotient bestimmt werden, um einen Hyperaldosteronismus auszuschließen, auch wenn das Serum-Kalium normal ist. Durch Zugabe von Spironolacton in niedriger Dosierung (25 mg/d) zur Standardtherapie kann eine weitere Blutdrucksenkung erreicht werden, unabhängig von der Höhe des Aldosteron/Renin-Quotienten. Häufigste Nebenwirkung des Spironolactons ist eine Gynäkomastie mit Berührungsempfindlichkeit der Brust, die bei ca. 10 % der behandelten Männer auftritt. Wegen des Risikos einer Hyperkaliämie sind Kalium-Kontrollen erforderlich, insbesondere bei Patienten mit chronischer Nierenkrankheit, Diabetes mellitus, älteren Patienten oder gleichzeitiger Gabe eines ACE-Hemmers oder AT1-Antagonisten.
Ist ein erhöhter Blutdruck medikamentös nicht einstellbar, wird seit 2009 die interventionelle renale Sympathikusdenervation, auch Renale Denervation genannt, als Therapieverfahren propagiert. Bei dieser Methode werden selektiv afferente sympathische Nervenfasern in den Nierenarterien unter Einsatz minimalinvasiver Methoden (Katheterablation) verödet. Eine radikale Durchtrennung der Nerven ist schon seit langem bekannt, führte aber im Gegensatz zur selektiven Methode zu erheblichen Nebenwirkungen. Gegenüber den Vorläuferstudien mit wesentlich geringeren Patientenzahlen konnte durch die erste prospektive randomisierte Studie (sogenannte SYMPLICITY HTN-3-Studie) von 2014 mit 535 Patienten die bislang angenommene Sicherheit und Effektivität der invasiven Nierennervverödung jedoch nicht bestätigt werden. Der Unterschied des systolischen Blutdrucks von 15 mmHg in der Verumgruppe gegenüber der Placebogruppe sechs Monate nach dem Eingriff als postuliertes Studienziel ließ sich nicht nachweisen.
Die Barorezeptorstimulation ist eine weitere invasive Methode bei schwer einstellbarer Hypertonie. Hierbei werden Druckrezeptoren im Bereich der Carotisgabel (Gabelung der Halsschlagader) über implantierte Elektroden gereizt.
Sieben klinische Studien haben gezeigt, dass die Stimulation der Barorezeptoren durch ein herzschrittmacherähnliches Gerät den Blutdruck bei Menschen mit therapieresistenter Hypertonie senkt.
Die beobachtete Senkung des systolischen Blutdrucks beim längsten verfügbaren Follow-up beträgt 36 mmHg (359 Patienten). In den ersten 6 Monaten beträgt der durchschnittliche Blutdruckabfall 21 mmHg (307 Patienten). Für Patienten in Europa haben Baroreflex-Aktivierungs-Therapiegeräte das CE-Zeichen für die Behandlung von resistenter Hypertonie erhalten.

### Weitere therapeutische Möglichkeiten
2007 wurde eine erste Studie zu einem Impfstoff (CYT006-AngQb) gegen arterielle Hypertonie vorgestellt. Dieser sollte im Patienten die Produktion von Antikörpern bewirken, die spezifisch gegen Angiotensin II gerichtet sind und die Aktivierung des Renin-Angiotensin-Aldosteron-Systems vermindern sollen. Wegen Unterlegenheit gegenüber bisherigen Therapieverfahren wurden weitere Studien an diesem Impfstoff 2009 eingestellt.

## Arterielle Hypertonie bei Tieren
Bluthochdruck spielt in der Veterinärmedizin vor allem bei Hauskatzen eine Rolle. Knapp ein Fünftel der Katzen über sieben Jahre leidet an Bluthochdruck. Bei Tieren mit chronischer Nierenerkrankung, Schilddrüsenüberfunktion und Zuckerkrankheit liegt der Anteil noch höher. Folgeerkrankungen eines unbehandelten Blutdrucks sind vor allem Netzhautblutungen, -ablösungen und -ödeme, die bis zur Erblindung führen können, sowie Nieren-, Hirn- und Herzschäden.

### Leitlinien
- S3-Leitlinie Leitlinie Nationale VersorgungsLeitlinie Hypertonie der NVL-Programm von BÄK, KBV, AWMF. In: AWMF online (Stand 2023) – siehe auch: NVL Hypertonie.
- Guideline for the pharmacological treatment of hypertension in adults. World Health Organization, 2021, ISBN 978-92-4-003398-6
- Thomas Unger u. a.: 2020 International Society of Hypertension Global Hypertension Practice Guidelines. In: Hypertension. Band 75, Nr. 6, Juni 2020, S. 1334–1357, doi:10.1161/HYPERTENSIONAHA.120.15026 (englisch).

- Doreen M. Rabi u. a.: Hypertension Canada’s 2020 Comprehensive Guidelines for the Prevention, Diagnosis, Risk Assessment, and Treatment of Hypertension in Adults and Children. In: Canadian Journal of Cardiology. Band 36, Nr. 5, 1. Mai 2020, S. 596–624, doi:10.1016/j.cjca.2020.02.086 (englisch).